# Río Nam Sam
El río Nam Sam es un río que discurre por Laos y Vietnam hasta disiparse en el río Ma del cual es su principal afluente. Nace a una altitud de 2062 metros, en la provincia laosiana de Houaphan y después de 325 km (165 km en Laos y 160 km en Vietnam) se une al citado río Ma en el distrito vietnamita de Thiệu Hóa.